# تشال باغتشة زيلايي (زيلايي)
تشال باغتشة زیلایي (بالفارسية: چال باغچه زیلایی) هي قرية تقع في إيران في قسم زیلایی الريفي. يقدر عدد سكانها بـ 218 نسمة بحسب إحصاء 2016.